# Wijken en buurten in Loppersum
De Nederlandse gemeente Loppersum is voor statistische doeleinden onderverdeeld in wijken en buurten. De gemeente is verdeeld in de volgende statistische wijken:
- Wijk 00 Loppersum (CBS-wijkcode:002400)
- Wijk 01 Stedum (CBS-wijkcode:002401)
- Wijk 02 Middelstum (CBS-wijkcode:002402)
- Wijk 03 't Zandt (CBS-wijkcode:002403)

Een statistische wijk kan bestaan uit meerdere buurten. Onderstaande tabel geeft de buurtindeling met kentallen volgens het Centraal Bureau voor de Statistiek (2008):
| CBS-buurtcode | Buurtnaam                                         | Inwonertal | Opp. totaal (ha) | Opp. land (ha) | Ligging                |
| ------------- | ------------------------------------------------- | ---------- | ---------------- | -------------- | ---------------------- |
| BU00240000    | Loppersum                                         | 2550       | 129              | 129            | Locatie in de gemeente |
| BU00240001    | Garrelsweer                                       | 540        | 73               | 69             | Locatie in de gemeente |
| BU00240002    | Wirdum                                            | 320        | 57               | 57             | Locatie in de gemeente |
| BU00240003    | Wirdumerdraai                                     | 150        | 36               | 34             | Locatie in de gemeente |
| BU00240005    | Winneweer (gedeeltelijk)                          | 0          | 10               | 10             | Locatie in de gemeente |
| BU00240008    | Verspreide huizen Eemskanaal en Damsterdiep       | 140        | 863              | 840            | Locatie in de gemeente |
| BU00240009    | Verspreide huizen ten noorden van het Damsterdiep | 220        | 1512             | 1507           | Locatie in de gemeente |
| BU00240100    | Stedum                                            | 950        | 69               | 69             | Locatie in de gemeente |
| BU00240101    | Westeremden                                       | 340        | 69               | 69             | Locatie in de gemeente |
| BU00240102    | Garsthuizen (gedeeltelijk)                        | 200        | 43               | 43             | Locatie in de gemeente |
| BU00240109    | Verspreide huizen Stedum inclusief Startenhuizen  | 250        | 2292             | 2281           | Locatie in de gemeente |
| BU00240200    | Middelstum                                        | 2200       | 119              | 117            | Locatie in de gemeente |
| BU00240201    | Westerwijtwerd                                    | 110        | 33               | 33             | Locatie in de gemeente |
| BU00240202    | Huizinge                                          | 110        | 30               | 30             | Locatie in de gemeente |
| BU00240203    | Toornwerd                                         | 90         | 29               | 29             | Locatie in de gemeente |
| BU00240209    | Verspreide huizen Middelstum                      | 280        | 2340             | 2321           | Locatie in de gemeente |
| BU00240300    | 't Zandt                                          | 710        | 93               | 92             | Locatie in de gemeente |
| BU00240301    | Zeerijp                                           | 440        | 85               | 83             | Locatie in de gemeente |
| BU00240302    | Zijldijk                                          | 200        | 67               | 67             | Locatie in de gemeente |
| BU00240303    | Leermens                                          | 220        | 66               | 64             | Locatie in de gemeente |
| BU00240304    | Oosterwijtwerd                                    | 190        | 69               | 68             | Locatie in de gemeente |
| BU00240305    | Eenum                                             | 100        | 40               | 39             | Locatie in de gemeente |
| BU00240309    | Verspreide huizen 't Zandt                        | 380        | 3076             | 3056           | Locatie in de gemeente |